# I Malavoglia (singolo)
I Malavoglia è un singolo di Giovanna pubblicato nel 2016 dalla Kicco, liberamente tratto dal romanzo omonimo di Giovanni Verga.

## Tracce
1. I Malavoglia (scritto e composto da Fredy Garozzo)